# ワイアー・フォックス・テリア
ワイアー・フォックス・テリア（Wire Fox Terrier）はテリア犬種の猟獣犬。原産国はイギリス。
キツネを追うことを目的とするフォックス・テリアのうち、19世紀後半から品種改良が進められる中で、スムース・フォックス・テリアと本種が確立され、1955年には国際畜犬連盟に登録された。フォックス・テリアのうち、もとはスムース種のほうが人気があったが、20世紀後半以降、ワイアー種の人気が高まった。
毛色は白、もしくは白地にブラックまたはタン（茶色）の斑。性格は積極的。
映画『影なき男』の主人公のペットとして人気を博し、また『タンタンの冒険』のスノーウィのモデルと言われている。

## ギャラリー

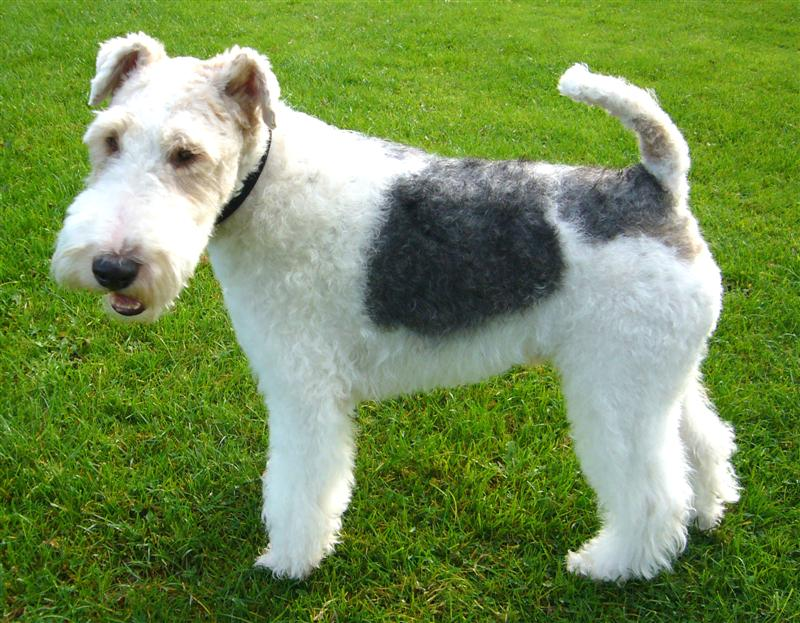
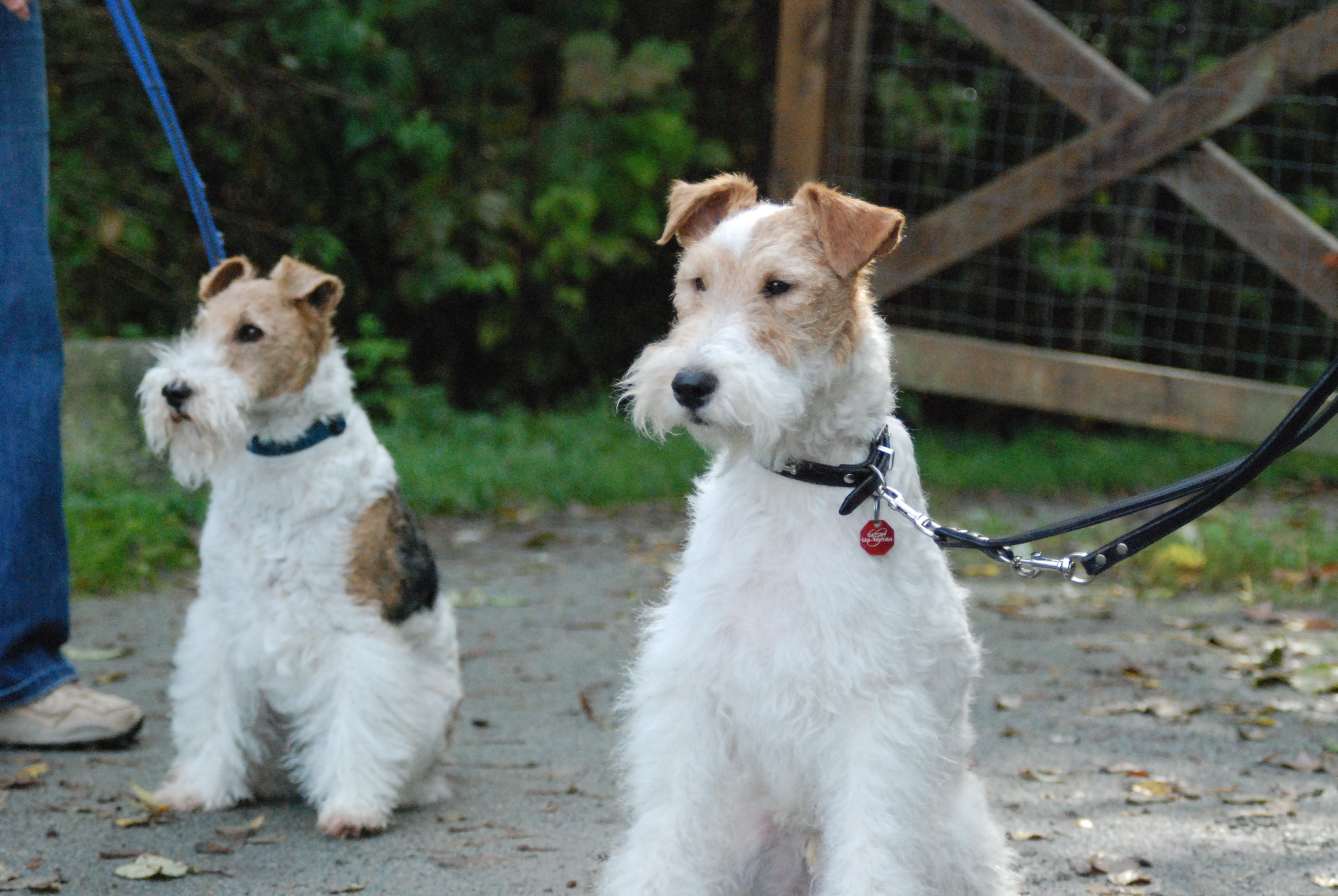
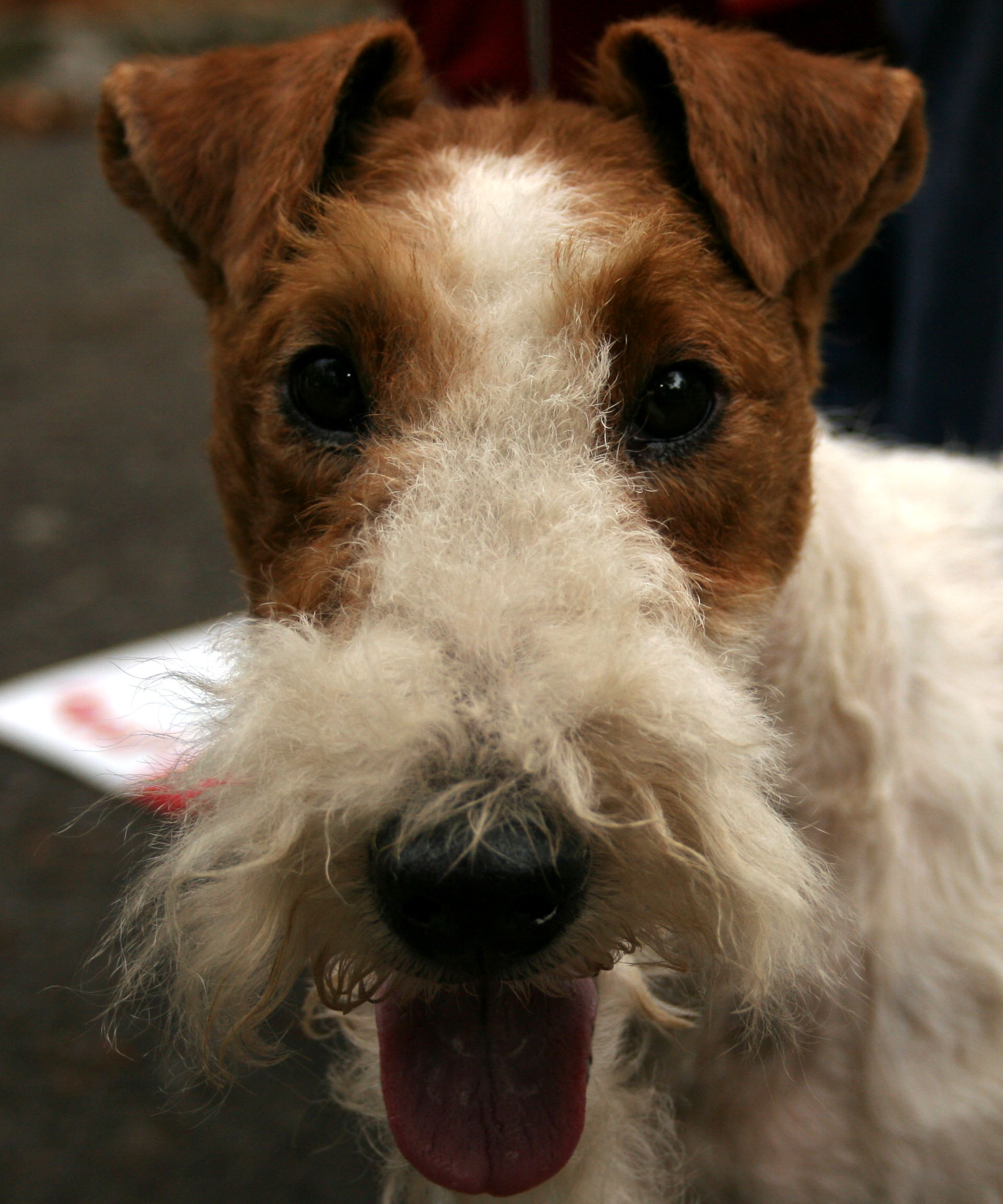